# 9½ tygodnia
9½ tygodnia (ang. 9½ Weeks), także: 9 i pół tygodnia – amerykański film erotyczny z 1986 roku na podstawie powieści Elizabeth McNeill. W rolach głównych wystąpili Mickey Rourke i Kim Basinger.
Film doczekał się dwóch kontynuacji: Następne 9½ tygodnia (1997) i Pierwsze 9½ tygodnia (1998).

## Fabuła
Elizabeth jest rozwiedzioną trzydziestolatką. Pracuje w galerii sztuki w Nowym Jorku. Na zakupach spotyka przypadkiem przystojnego Johna. Kolejne spotkanie aranżuje mężczyzna. Stopniowo wciąga on Elizabeth w coraz bardziej niebezpieczną grę erotycznych prowokacji i uzależnień. Budują perwersyjny, sadomasochistyczny związek. Każde z nich szuka w partnerze odpowiedzi na własne pragnienia i fantazje, co początkowo potęguje namiętność pomiędzy nimi, lecz niszczy autentyczne uczucie.

## Obsada
- Kim Basinger – Elizabeth McGraw
- Mickey Rourke – John Grey
- Margaret Whitton – Molly
- David Margulies – Harvey
- Christine Baranski – Thea
- Karen Young – Sue
- William De Acutis – Ted
- Dwight Weist – Farnsworth
- Roderick Cook – Sinclair
- Cintia Cruz – dziwka
- Julian Beck – gość na kolacji
- Olek Krupa – Bruce
- Helen Hanft – kobieta sprzedająca apaszkę na pchlim targu

## Oprawa muzyczna
- I Do What I Do – John Taylor
- The Best Is Yet To Come – Luba
- Slave To Love – Bryan Ferry
- Black On Black – Dalbello
- Eurasian Eyes – Corey Hart
- You Can Leave Your Hat On – Joe Cocker
- Bread And Butter – Devo
- This City Never Sleeps – Eurythmics
- Cannes – Stewart Copeland
- Let It Go – Luba
- Arpegiator – Jean-Michel Jarre